# Чуялуд
Чуялу́д — деревня в Балезинском районе Удмуртии России. Входит в состав Эркешевского сельского поселения.

## Население
| 1961 | 2007 | 2010 | 2012 | 2014 |
| ---- | ---- | ---- | ---- | ---- |
| 40   | ↗121 | ↘90  | ↗94  | ↗116 |

## Улицы
- пер. Новый,
- ул. Садовая.